# دایره‌ها (ترانه)
«دایره‌ها» (به انگلیسی: Circles)، ترانه‌ای از خواننده-ترانه‌سرا و رپر آمریکایی پست مالون است که در ۳۰ اوت ۲۰۱۹، توسط ریپابلیک رکوردز منتشر شد. این ترانه سومین تک‌آهنگ از سومین آلبوم استودیوی پست مالون، خونریزی هالیوود (۲۰۱۹)، بود. «دایره‌ها» در ۳۰ نوامبر ۲۰۱۹، در رتبهٔ اول ۱۰۰ آهنگ داغ بیلبورد ایالات متحده قرار گرفت و به‌مدت سه هفتهٔ متوالی در این جایگاه بود، این چهارمین ترانهٔ پست مالون و اولین ترانهٔ تکی او بود که شمارهٔ یک می‌شد. این ترانه ۳۸ هفته جزو ۱۰ ردهٔ اول این جدول بود و رکورد بیشترین حضور یک ترانه در این جدول را شکست.